# HD 119623
HD 119623，又名CD-2411057，SAO 181921、HR 5166，是一颗恒星，视星等为6.21，位于銀經317.81，銀緯35.83，其B1900.0坐标为赤經13h 39m 11.6s，赤緯-24° 35.83′ 52″。